# Bernon (abbé de Cluny)
Pour les articles homonymes, voir Bernon.
Bernon (vers 850-13 janvier 927) est un moine bénédictin, le premier abbé de Cluny. Auparavant, il devient moine vers 880 au monastère bénédictin de Saint-Martin d'Autun.

## Biographie

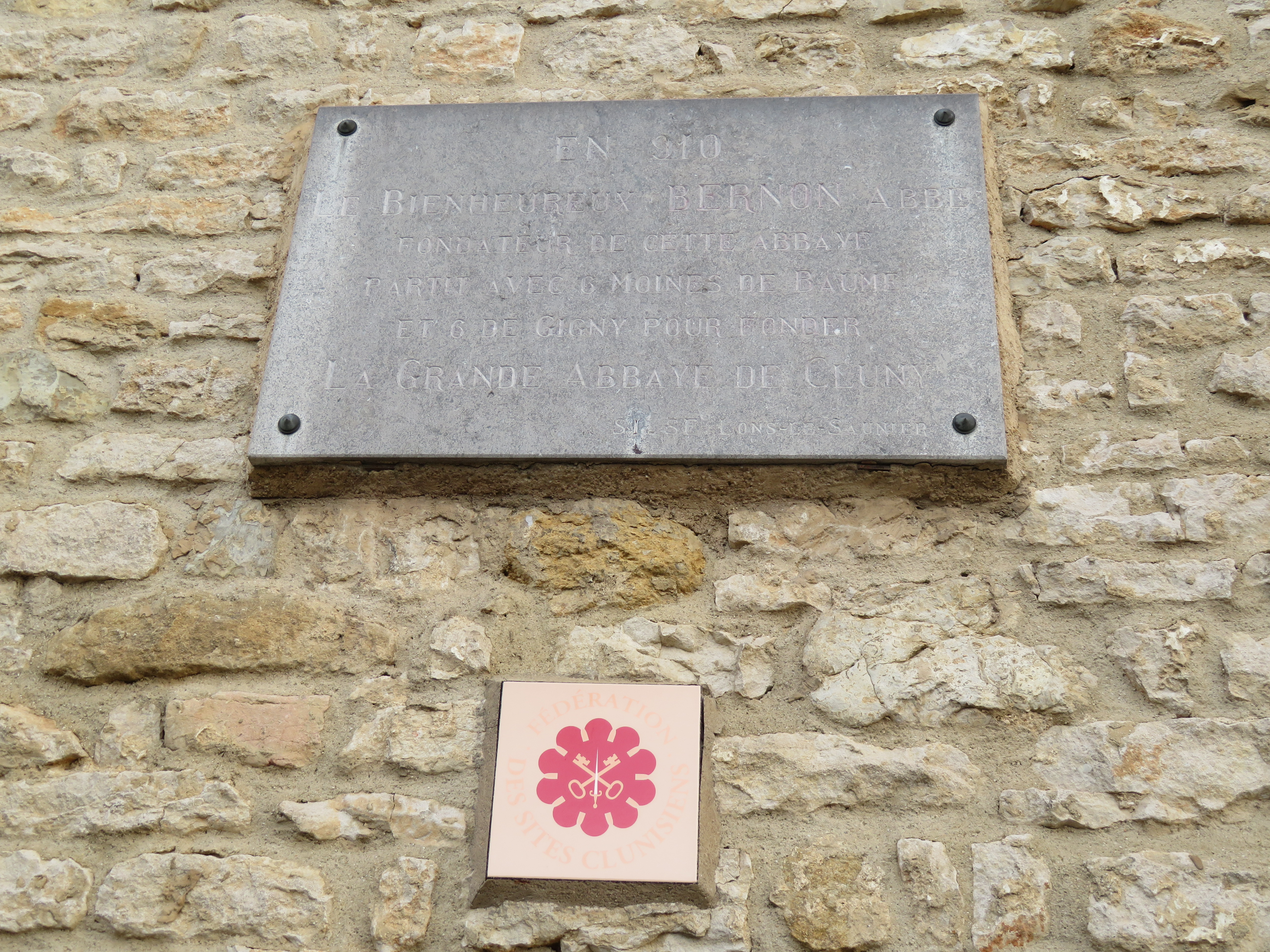
Plaque à l’abbaye de Gigny commémorant les actions de Bernon pour Gigny et Cluny.

Il fonde en 890 le monastère de Gigny, puis en 909, Guillaume Ier d'Aquitaine lui confie la fondation de l'abbaye de Cluny. Il place le monastère sous la règle de saint Benoît réformée par Benoît d'Aniane.
Il prit l'habit religieux au monastère de Baume-les-Moines (Abbaye Saint-Pierre de Baume-les-Messieurs), dont il devint prieur. Il contribua à diffuser la réforme monastique et réforma plusieurs abbayes, dont celle de Souvigny. Cette dernière, ainsi que Déols dans le diocèse de Bourges et Sauxillanges en Auvergne, firent partie des principales donations qui, du temps de son abbatiat, vinrent enrichir le nouvel établissement.
Il donna sa démission en 926, et partagea ses abbayes entre Vidon (ou Guy), son neveu, auquel il donna Baume, Gigny et Mouthier-en-Bresse, et Odon, son disciple, l'ancien chanoine de Tours, à qui fut confié Cluny, et, en Berry, Déols et Massay.

## Source
Cet article comprend des extraits du Dictionnaire Bouillet. Il est possible de supprimer cette indication, si le texte reflète le savoir actuel sur ce thème, si les sources sont citées, s'il satisfait aux exigences linguistiques actuelles et s'il ne contient pas de propos qui vont à l'encontre des règles de neutralité de Wikipédia.